# Charron, Charente-Maritime
Charron là một xã trong tỉnh Charente-Maritime tổng Marans trong vùng Nouvelle-Aquitaine, tây nam nước Pháp. Xã Charron, Charente-Maritime nằm ở khu vực có độ cao từ 0-11 mét trên mực nước biển.

## Dân số
| Năm  | Dân số | Mật độ |
| ---- | ------ | ------ |
| 1962 | 1,307  | -      |
| 1968 | 1,337  | -      |
| 1975 | 1,444  | -      |
| 1982 | 1,538  | -      |
| 1990 | 1,512  | -      |
| 1999 | 1,650  | 43/km² |